# Pascal Kamperman
Pascal Kamperman (Doetinchem, 23 april 1971) is een Nederlands radio- en televisiepresentator, verslaggever en sportcommentator.
Kamperman was van 1982-1988 leerling bij het St.-Ludgercollege en ging daarna voor de opleiding radiojournalistiek naar het HICO in Zwolle. Hij begon in 1993 als (radio)verslaggever bij Omroep Gelderland en was op TV Gelderland onder meer het gezicht van het Vierdaagse Journaal en verschillende nieuws-, achtergrond- en sportprogramma's. In 1996 ging hij daarnaast ook voor NOS Langs de Lijn werken. Van 2005 tot 2012 was hij werkzaam bij Eyeworks. Hij presenteerde in die hoedanigheid programma's op onder meer Canal+ en Sport 1. Sinds begin 2012 werkte hij als presentator en commentator bij Infostrada Sports Group. Tijdens het Europees kampioenschap voetbal 2012 was hij te zien als verslaggever in het programma VI Oranje en tijdens de Spelen in het programma De Spelen. Hij werkte onder meer voor Sport 1, SBS6 Sport en RTL Sport. Sinds 1 juli 2013 was Kamperman vast in dienst van Endemol Sport en werkt hij voor ESPN. In de zomer van 2016 is hij vast in dienst getreden bij ESPN. Tevens was hij regelmatig te zien in het televisieprogramma Veronica Inside. Daarin geeft Kamperman toelichting op de programmering van de betaalzender. Bovendien was hij ook werkzaam als verslaggever bij Champions League wedstrijden voor SBS6/Veronica. Kamperman is sinds 2013 bij ESPN de vaste Oranje-watcher.
Hij woont tegenwoordig in Amsterdam.